# Октябрьское Поле (станция метро)
«Октя́брьское По́ле» — станция Таганско-Краснопресненской линии Московского метрополитена. Расположена между станциями «Щукинская» и «Полежаевская».
Находится на территории района Щукино Северо-Западного административного округа города Москвы на пересечении улиц Маршала Бирюзова и Народного Ополчения.

## История
Станция открыта 30 декабря 1972 года в составе участка «Баррикадная» — «Октябрьское Поле», после ввода в эксплуатацию которого в Московском метрополитене стало 96 станций. В проекте станция носила название «Серебряный бор» и располагалась гораздо западнее своего нынешнего местоположения (в районе современной улицы Берзарина). Современное название получила по находившемуся на этом месте Октябрьскому Полю. Строительство станции осуществлял коллектив СМУ № 3 (начальник К. И. Крюков).
Изначально предполагалось, что по оси станции в будущем будет сооружена пересадка на Большое кольцо метрополитена. Для этого был оставлен задел, представляющий собой уменьшенный шаг и усиленную конструкцию колонн в центре зала станции.
В 1991 году станцию предлагалось переименовать в «Ходынское поле», но станция сохранила своё нынешнее название.
В апреле 2019 года на станции установили специальные камеры для тестирования прохода через турникеты с помощью системы распознавания лиц.

## Архитектура и оформление
Конструкция станции — трёхпролётная колонная мелкого заложения. Сооружена по типовому проекту из сборных конструкций. Архитекторы — Н. А. Алёшина, Л. Н. Зайцева, инженер-конструктор — О. А. Сергеев.
Путевые стены облицованы белым коелгинским и тёмно-серым газганским мрамором. Их украшают художественные панно из кованого алюминия, на каждом из которых изображено развёрнутое знамя с пятиконечной звездой, серпом и молотом на фоне солнечного диска (художники Дж. Я. Бодниекс, Х. М. Рысин). Лестничные спуски отделаны крупноразмерной плиткой. Пол выложен светлым газганским мрамором, вдоль колонн проложена дорожка из розового мрамора буровщина. Светильники скрыты в ребристом потолке. Для облицовки овальных каннелированных колонн впервые в метрополитене Москвы использовался профильный анодированный алюминий, по цвету хорошо сочетающийся с сероватыми путевыми стенами.
Лестницы с платформы ведут в вестибюли, совмещённые с подземными переходами под улицей Маршала Бирюзова. Выходы из головных и хвостовых вагонов расположены по разные стороны улицы Народного Ополчения. Квадратные колонны вестибюлей, как и в станционном зале, облицованы анодированным алюминием. Стены отделаны газганским мрамором, полы выложены полированным гранитом чёрных, красных и серых тонов.

## Наземный общественный транспорт
На этой станции можно пересесть на следующие маршруты городского пассажирского транспорта:
- Автобусы: м23, е24, 26, 100, 253, 253к, 291, с339, 800, 800к, т19, т59, т59к

## Галерея
| - Зал станции - Поезд на станции - Название на путевой стене |

## Путевое развитие
За станцией расположены оборотные тупики, использующиеся для технического обслуживания поездов и для ночного отстоя, а также для организации зонного движения в час пик.

## Станция в цифрах
- Таблица времени прохождения первого поезда через станцию[11]:

| По чётным числам                 | Будние дни | Выходные дни |
| По нечётным числам               | Будние дни | Выходные дни |
| В сторону станции «Полежаевская» | 05:54:00   | 05:53:00     |
| В сторону станции «Полежаевская» | 05:54:00   | 05:54:00     |
| В сторону станции «Щукинская»    | 05:52:00   | 05:53:00     |
| В сторону станции «Щукинская»    | 05:52:00   | 05:53:00     |